# 高松市立東部運動公園
高松市立東部運動公園（たかまつしりつとうぶうんどうこうえん）は香川県高松市高松町にある運動公園。2008年より段階的に開園し、2014年5月1日に全面開園した。香川県内初のアーチェリー場や、高松市内初の遠的弓道場等を備えている。

## 施設
- 弓道場
- アーチェリー場
- 多目的広場（クレイ舗装）
- フットサル・ゲートボール場（ナイター設備付き人工芝舗装）
- トリム広場（児童遊具・健康遊具エリア）
- 野球広場（ナイター設備付き軟式野球場1面、ソフトボール場2面）
- スポーツ広場（ロングパイル人工芝サッカー・ラグビー場）
- 管理棟会議室
- 駐車場（普通車205台、大型4台、身障者用2台）

### 開園時間
- 9:00から21:00
- 毎週火曜日（祝日の場合は翌平日）と年末年始は休園。

## 沿革
- 1994年　公園整備事業を採択。バブル期の余韻が残る中策定された計画には総事業費375億円をかけてJリーグ公式戦が開催可能な全天候型芝生張りの第2種陸上競技場、プロ野球公式戦が開催可能なナイター設備付硬式野球場を中核に、体育館や弓道場、宿泊研修施設などの整備が含まれていた[1]。
- 1996年　市の財政状況悪化により造成、防災用調整池以外の施設整備を凍結。
- 2004年2月に開催された公園事業の妥当性を審議する香川県公共事業再評価委員会では、「市民の合意と利用ニーズを踏まえた施設整備計画を再検討すること」と、計画の見直しを事業継続の条件として答申した[2][1]。
- 2006年 市民対象のアンケート結果などを踏まえ、公園のコンセプトを「市民が気軽に使える公園」に変更。大規模施設の整備計画を取りやめてウォーキングコースや多目的グランド整備等に変更し、総事業費を約154億円（予定）に圧縮した[3]。
- 2008年7月12日　多目的広場、フットサル・ゲートボール場、トリム広場がオープン[4]。
- 2010年10月2日　野球広場がオープン。
- 2012年5月2日　スポーツ広場オープン。
- 2014年5月1日 弓道場およびアーチェリー場がオープンし、全設備が完成。

## アクセス
- 香川県道272号高松志度線沿い。
- JR四国高徳線屋島駅より車で約10分
- 高松自動車道高松東ICもしくはさぬき三木ICより約15分。